# سرنای آکتاش
سرنای آکتاش (انگلیسی: Serenay Aktaş؛ زادهٔ ۱ اکتبر ۱۹۹۳) بازیکن فوتبال اهل ترکیه است.